# مهاجرت حشرات

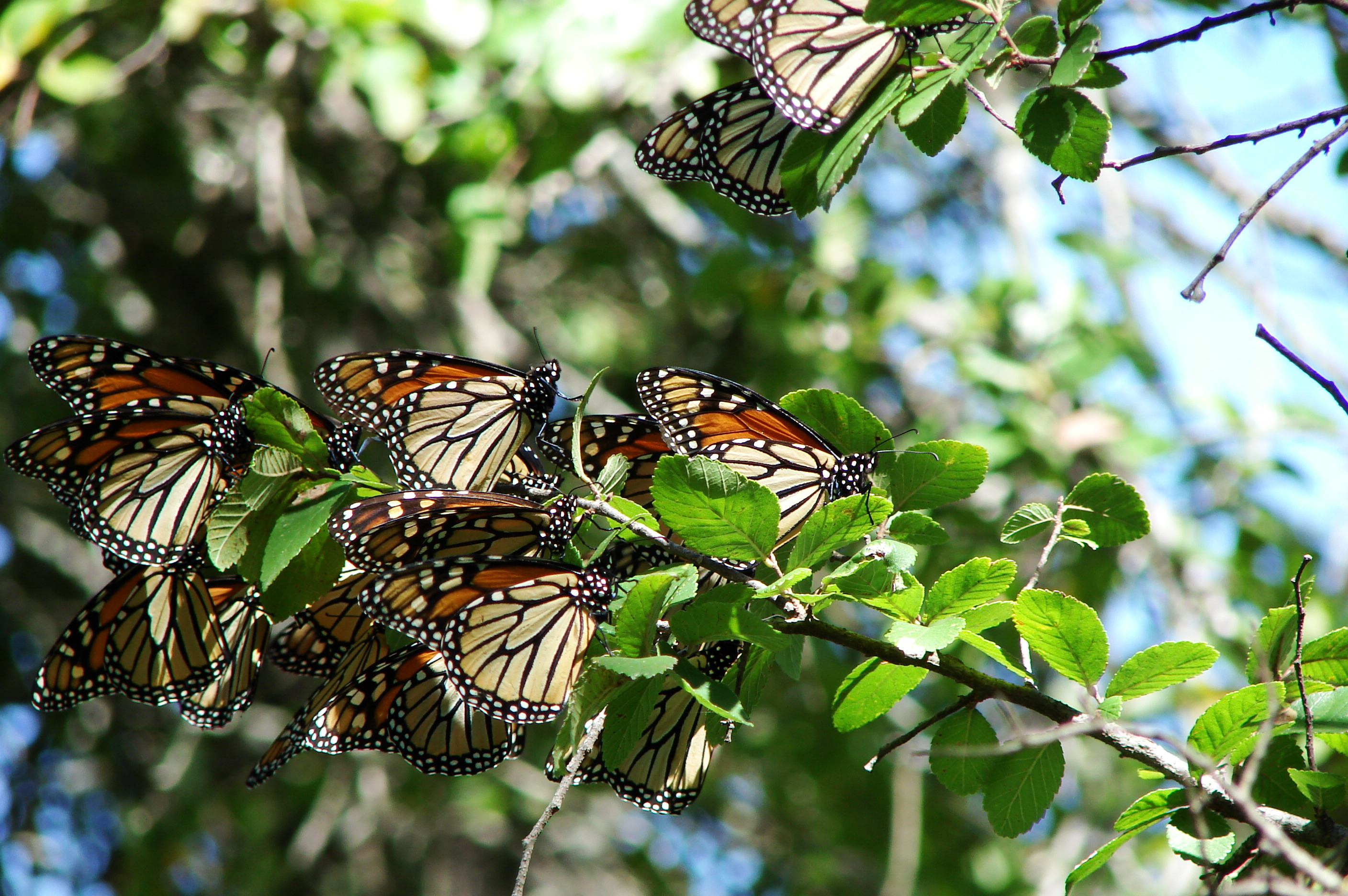
پروانه‌های پادشاه در حال مهاجرت در تگزاس

مهاجرت حشرات حرکت فصلی حشرات است، به ویژه آنهایی که توسط گونه‌های سنجاقک، سوسک، پروانه و پروانه انجام می‌شود. فاصله می‌تواند بسته به گونه‌ها متفاوت باشد و در بیشتر موارد، این جابجایی‌ها دربردارنده تعداد زیادی از افراد می‌شود. در برخی موارد، افرادی که در یک جهت مهاجرت می‌کنند ممکن است برنگردند و نسل بعدی ممکن است به جای آن در جهت مخالف مهاجرت کنند. این موضوع تفاوت چشمگیری با کوچ پرندگان دارد.

نقشه پراکنش باشاپرک مگس‌مرغی که الگوی مهاجرت آنها را نشان می‌دهد. آبی: تابستانی؛ سبز: در تمام طول سال؛ زرد: زمستان

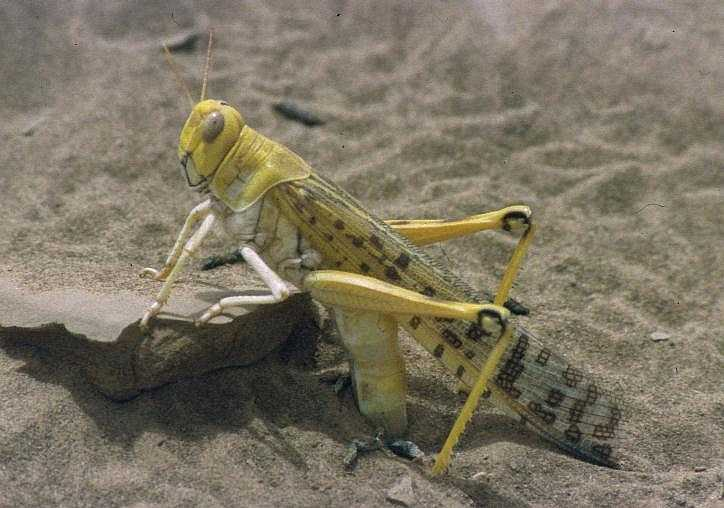
ملخ‌ها (Schistocerca gregaria) به‌طور منظم با فصل‌ها مهاجرت می‌کنند.